# Norma Major
Norma Christina Elizabeth Major, nata Wagstaff (Shropshire, 12 febbraio 1942), è una filantropa britannica è la moglie di Sir John Major, ex primo ministro britannico.

## Biografia
È la figlia del defunto Norman Wagstaff e della defunta Edith Johnson. Norma Christina Elizabeth Wagstaff è nata nello Shropshire mentre suo padre era di stanza lì. Fu ucciso in un incidente in moto pochi giorni dopo la fine della seconda guerra mondiale, quando Norma aveva tre anni, e sua madre in seguito cambiò il nome di famiglia con il suo cognome da nubile, quindi fu chiamata Norma Johnson da allora in poi.
Norma è stata educata in un collegio di Bexhill-on-Sea, nella Oakfield Preparatory School a Dulwich e nella Peckham School for Girls. Era un'abile sarta e si è formata come insegnante, lavorando alla St Michael and All Angels Church of England School, Camberwell. Era anche un membro del settore giovanile del Partito Conservatore.
Durante una riunione del Partito Conservatore durante la campagna per le elezioni del Consiglio della Grande Londra nel 1970, fu presentata a John Major da Peter Golds, un agente del partito. Si sposarono il 3 ottobre 1970.
I Major hanno un figlio, James Major, e una figlia, Elizabeth Major. Rimase fuori dalle luci della ribalta durante il suo periodo come moglie del primo ministro (da novembre 1990 a maggio 1997), facendo lavori di beneficenza e scrivendo due libri, Chequers: The Prime Minister's Country House and its History (1997) e Joan Sutherland: The Authorised Biography (1994).
Nel 1993, è stato oggetto di una biografia non autorizzata ma ben accolta: Norma - A Biography, del giornalista Tim Walker, del Daily Telegraph.
Nel giugno 1999 è stata nominata Commendatore dell'Ordine dell'Impero britannico (DBE) in onore del compleanno della regina, in riconoscimento del suo lavoro di beneficenza. Major sostenne la Royal Mencap Society e contribuì a raccogliere 6 milioni di sterline per beneficenza.